# Abracadabra (2017)
Abracadabra is een Spaanse film uit 2017, geregisseerd door Pablo Berger.

## Verhaal
Huisvrouw Carmen (Maribel Verdú) woont samen met haar man Carlos (Antonio de la Torre) en dochter Toñi (Priscilla Delgado) in de wijk Carabanchel in Madrid. Tijdens een hyponose-act op de bruiloft van Carmen’s neef biedt Carlos zich aan als vrijwilliger, met de intentie om de act te doen falen. Na de bruiloft ontdekt Carmen al gauw dat Carlos bezeten is door een kwaadaardige geest.

## Rolverdeling
| Acteur              | Personage   |
| ------------------- | ----------- |
| Maribel Verdú       | Carmen      |
| Antonio de la Torre | Carlos      |
| José Mota           | Pepe        |
| Priscilla Delgado   | Toñi        |
| Josep Maria Pou     | Dr. Fumetti |
| Quim Gutiérrez      | Tito        |

## Ontvangst

### Recensie
Op Rotten Tomatoes geeft 100% van de 6 recensenten de film een positieve recensie, met een gemiddelde score van 7/10.

### Prijzen en nominaties
De film werd genomineerd voor 8 Premios Goya.
| Jaar | Evenement                       | Categorie                | Genomineerde                  | Resultaat   |
| ---- | ------------------------------- | ------------------------ | ----------------------------- | ----------- |
| 2018 | Premios Goya (32ste uitreiking) | Beste acteur             | Antonio de la Torre           | Genomineerd |
| 2018 | Premios Goya (32ste uitreiking) | Beste actrice            | Maribel Verdú                 | Genomineerd |
| 2018 | Premios Goya (32ste uitreiking) | Beste mannelijke bijrol  | José Mota                     | Genomineerd |
| 2018 | Premios Goya (32ste uitreiking) | Beste origineel scenario | Pablo Berger                  | Genomineerd |
| 2018 | Premios Goya (32ste uitreiking) | Beste montage            | David Gallart                 | Genomineerd |
| 2018 | Premios Goya (32ste uitreiking) | Beste artdirector        | Alain Bainée                  | Genomineerd |
| 2018 | Premios Goya (32ste uitreiking) | Beste kostuums           | Paco Delgado                  | Genomineerd |
| 2018 | Premios Goya (32ste uitreiking) | Beste grime en haarstijl | Sylvie Imbert, Paco Rodríguez | Genomineerd |